# Marco Marchi & the Mojo Workers
Marco Marchi & the Mojo Workers sind eine schweizerische Bluesband, die, geführt vom Sänger und Gitarristen Marco Marchi (* 18. Januar 1958), eine Vertreterin des traditionellen Blues in Europa darstellt.

## Geschichte
Marco Marchi & The Mojo Workers wurden im Sommer 2009 von Marco Marchi (Gitarre), Peo Mazza (Schlagzeug) und Claudio Egli (Bluesharp) im Tessin gegründet. Der Name ist eine Anlehnung an den Hit Got My Mojo Working von Muddy Waters. Der erste Auftritt der neugegründeten Band fand im Irish Club Alpino in Tesserete im Oktober 2009 statt.
Anfangs spielten die Mojo Workers auf jeder sich bietenden Bühne und erzielten schnell schweizweit wachsende Erfolge beim Publikum und der Fachpresse. Der erste Tonträger Listening to My Soul kam im Frühjahr 2010 heraus und fand regen Anklang. Das ermöglichte der Band auch erste Auftritte bei wichtigen Festivals wie dem Piazza Blues Festival in Bellinzona und dem Blues Summit in Genf.
Im Januar 2011 stiess der Tubist Fabio Bianchi zur Band. Mit der Tuba als Bassinstrument hatte die Band eine grössere musikalische Bandbreite zur Verfügung. Im Herbst 2011 gewann die Band die Swiss Blues Challenge und sie waren im 2012 die ersten Teilnehmer aus der Schweiz, die jemals an der International Blues Challenge der Blues Foundation in Memphis auftreten durften. Die internationale Aufmerksamkeit steigerte den Bekanntheitsgrad beträchtlich und zeigte, dass die unkonventionelle Instrumentierung und die bewusste Fokussierung auf die akustische Musik beim Publikum sehr gut ankam.
Im November 2012 erschien die neue CD My Old River mit Eigenkompositionen und Gastbeiträgen von bekannten amerikanischen Interpreten. Wie schon bei der ersten CD waren die Reaktionen der Fachpresse und des Publikums sehr positiv. Die Band setzte ihre Konzerttätigkeit fort und im Jahr 2013 folgten wiederum Auftritte an grösseren Festivals im Ausland (Eutin, Erfurt, Kecskemét, Toruń) sowie eine Tournee in der Schweiz mit dem mehrfach für den Blues Music Award nominierten amerikanischen Mandolinenspieler Rich del Grosso.
Im Januar 2015 erschien die dritte CD Here and Now. Die Band schickte sich hierfür an, ihr Repertoire ganz gezielt in Richtung Second-Line-Rhythmen aus New Orleans zu entwickeln und so ihren musikalischen Horizont zu erweitern.

## Stil
Die Band spielt Blues, Ragtime, Boogie, Hot Jazz im Stil von Big Bill Broonzy, Sleepy John Estes, Reverend Gary Davis, Blind Boy Fuller, Blind Blake sowie Robert Johnson. Marco Marchi & the Mojo Workers beherrschen verschiedene Bluesstile wie Piedmont Blues, Hokum-Blues, Swamp Blues oder Ragtime und  Jump Blues der 1920er und 1950er Jahre. Es werden in erster Linie Eigenkompositionen gespielt, aber auch Stücke ihrer Vorbilder wie Fats Waller und Tampa Red interpretiert.

## Diskografie
- 2010: Listening to My Soul
- 2012: My Old River
- 2013: Live at the Bohém Festival (DVD)
- 2015: Here and Now

- 2018: Stand Up

## Auszeichnungen
- Winner Swiss Blues Challenge 2011[2]